# 용인시의 국회의원
다음은 대한민국 용인시의 국회의원이다.

## 행정구역 변천
- 1945년 8월 15일 경기도 용인군
- 1963년 1월 1일 용인군 고삼면이 안성군에 편입
- 1996년 3월 1일 용인군이 용인시로 승격, 용인읍 폐지, 내사면이 양지면으로, 외사면이 백암면으로 개칭
- 2001년 12월 24일 수지읍 폐지
- 2005년 10월 31일 구제 실시로 처인구·기흥구·수지구 설치

## 용인군의 역대 국회의원
| 대수         | 이름           | 소속정당           | 임기                               | 선거구역                             |
| ------------ | -------------- | ------------------ | ---------------------------------- | ------------------------------------ |
| 제1대        | 민경식(閔庚植) | 대한독립촉성국민회 | 1948년 5월 31일 - 1950년 5월 30일  | 용인군 일원                          |
| 제2대        | 류기수(柳驥秀) | 국민회             | 1950년 5월 31일 - 1954년 5월 30일  | 용인군 일원                          |
| 제3대        | 신의식(申義湜) | 자유당             | 1954년 5월 31일 - 1958년 5월 30일  | 용인군 일원                          |
| 제4대        | 구철회(具喆會) | 민주당             | 1958년 5월 31일 - 1960년 7월 28일  | 용인군 일원                          |
| 제5대 민의원 | 김윤식(金允植) | 민주당             | 1960년 7월 29일 - 1961년 5월 16일  | 용인군 일원                          |
| 제6대        | 서상린(徐相潾) | 민주공화당         | 1963년 12월 17일 - 1967년 6월 30일 | 용인군·안성군 일원                   |
| 제7대        | 서상린(徐相潾) | 민주공화당         | 1967년 7월 1일 - 1971년 6월 30일   | 용인군·안성군 일원(제8선거구)        |
| 제8대        | 서상린(徐相潾) | 민주공화당         | 1971년 7월 1일 - 1972년 10월 17일  | 용인군·안성군 일원(제9선거구)        |
| 제9대        | 서상린(徐相潾) | 민주공화당         | 1973년 3월 12일 - 1979년 3월 11일  | 평택군·용인군·안성군 일원(제5선거구) |
| 제9대        | 유치송(徐相潾) | 신민당             | 1973년 3월 12일 - 1979년 3월 11일  | 평택군·용인군·안성군 일원(제5선거구) |
| 제10대       | 서상린(柳致松) | 민주공화당         | 1979년 3월 12일 - 1980년 10월 27일 | 평택군·용인군·안성군 일원(제5선거구) |
| 제10대       | 유치송(徐相潾) | 신민당             | 1979년 3월 12일 - 1980년 10월 27일 | 평택군·용인군·안성군 일원(제5선거구) |
| 제11대       | 정동성(鄭東星) | 민주정의당         | 1981년 4월 11일 - 1985년 4월 10일  | 여주군·이천군·용인군 일원            |
| 제11대       | 조종익(趙鍾益) | 민주한국당         | 1981년 4월 11일 - 1985년 4월 10일  | 여주군·이천군·용인군 일원            |
| 제12대       | 정동성(鄭東星) | 민주정의당         | 1985년 4월 11일 - 1988년 5월 29일  | 여주군·이천군·용인군 일원            |
| 제12대       | 조종익(趙鍾益) | 민주한국당         | 1985년 4월 11일 - 1988년 5월 29일  | 여주군·이천군·용인군 일원            |
| 제13대       | 이웅희(李雄熙) | 민주정의당         | 1988년 5월 30일 - 1992년 5월 29일  | 용인군 일원                          |
| 제14대       | 이웅희(李雄熙) | 민주자유당         | 1992년 5월 30일 - 1996년 5월 29일  | 용인군 일원                          |

## 용인시의 국회의원
| 대수   | 이름           | 소속정당     | 임기                               | 선거구역                                                                                                  |
| ------ | -------------- | ------------ | ---------------------------------- | --- |
| 제15대 | 이웅희(李雄熙) | 신한국당     | 1996년 5월 30일 - 2000년 5월 29일  | 용인시 일원                                                                                               |
| 제16대 | 남궁석(南宮晳) | 새천년민주당 | 2000년 5월 30일 - 2004년 5월 29일  | 용인시 갑: 포곡면, 모현면, 남사면, 이동면, 원삼면, 백암면, 양지면, 중앙동, 역삼동, 유림동, 동부동         |
| 제16대 | 김윤식(金允式) | 새천년민주당 | 2000년 5월 30일 ~ 2003년 12월 26일 | 용인시 을: 기흥읍, 수지읍, 구성면                                                                         |
| 제17대 | 우제창(禹濟昌) | 열린우리당   | 2004년 5월 30일 - 2008년 5월 29일  | 용인시 갑: 기흥읍, 포곡면, 모현면, 남사면, 이동면, 원삼면, 백암면, 양지면, 중앙동, 역삼동, 유림동, 동부동 |
| 제17대 | 한선교(韓善敎) | 한나라당     | 2004년 5월 30일 - 2008년 5월 29일  | 용인시 을: 구성읍, 풍덕천1동, 풍덕천2동, 죽전1동, 죽전2동, 동천동, 상현동, 성복동                         |

## 같이 보기
- 안성시의 국회의원
- 경기 광주시의 국회의원
- 수원시의 국회의원
- 성남시의 국회의원
- 하남시의 국회의원
- 이천시의 국회의원
- 평택시의 국회의원
- 용인군 (1988년 선거구)
- 용인시 갑 (2000년 선거구)
- 용인시 을 (2000년 선거구)
- 용인시 처인구 (선거구)
- 용인시 기흥구 (선거구)
- 용인시 수지구 (선거구)
- 용인시 갑
- 용인시 을
- 용인시 병
- 용인시 정
- 용인시 처인구의 국회의원
- 용인시 기흥구의 국회의원
- 용인시 수지구의 국회의원